# Ye Ting
Pour les articles homonymes, voir Ting.
Ye Ting (葉挺, 10 septembre 1896 - 8 avril 1946), est un général chinois qui fait d'abord partie du Kuomintang avant de rejoindre les communistes.

## Biographie
Né à Huiyang au Guangdong, Ye Ting rejoint le Kuomintang quand Sun Yat-sen le fonde en 1919 (le Kuomintang existait avant cette date sous le nom de parti révolutionnaire chinois). En 1923, il devient commandant de bataillon dans l'armée nationale révolutionnaire. Un an plus tard, il part étudier en Union soviétique et en décembre 1924 il rejoint le Parti communiste chinois. En septembre 1925, il retourne en Chine pour devenir officier d'État-major, puis commandant de régiment, dans la 4e armée des forces nationalistes. En mai 1926, il mène un détachement d'avant-garde durant l'expédition du Nord et remporte plusieurs victoires en août. En septembre, il assiège Wuchang et capture la ville le 10 octobre. En 1927, il devient vice-commandant de la 15e division, puis commandant de la 24e division de la 11e armée, puis plus tard vice-commandant de la 11e armée.
Le 1er août, avec Chen Yi, Zhou Enlai, He Long, Zhu De, Ye Jianying, Lin Biao, Liu Bocheng et Guo Moruo, il participe au soulèvement de Nanchang qui échoue, au moment de la fondation de l'« Armée rouge chinoise ». Après cela, il se rend à Hong Kong où il dirige la commune de Canton le 11 décembre. Après l'échec de celui-ci, il est persécuté et s'exile en Europe avant de retourner en Asie en se cachant à Macao.
En 1937, il est commandant de la Nouvelle Quatrième armée, mais après l'incident de la Nouvelle Quatrième armée, il est emprisonné pendant cinq ans jusqu'en 1946. Le 8 avril de cette année, après sa libération, il part de Chongqing pour Yan'an, et meurt dans un accident d'avion. Parmi les victimes se trouvent des membres de sa famille et plusieurs cadres du Parti communiste comme Bo Gu, Deng Fa (en), et Wang Ruofei (en). Il est possible que ce soit Tchang Kaï-chek qui ait arrangé cet accident.
Cet accident survient juste après la mort suspecte de Dai Li le mois d'avant et vingt-cinq ans avant la mort de Lin Biao en septembre 1971. 
Ye Ting a neuf enfants. L'une de ses petites-filles, Ye Xiaoyan, la fille du seconde fils de Ye Ting, Ye Zhengming, épouse Li Xiaoyong, le second fils et plus jeune enfant de l'ancien Premier ministre Li Peng.